# Вонгляни
Вонгляни (пол. Wąglany) — село в Польщі, у гміні Білачув Опочинського повіту Лодзинського воєводства.
Населення — 385 осіб (2011).
У 1975-1998 роках село належало до Пйотрковського воєводства.

## Демографія
Демографічна структура станом на 31 березня 2011 року:
|          | Загалом | Допрацездатний вік | Працездатний вік | Постпрацездатний вік |
| -------- | ------- | ------------------ | ---------------- | -------------------- |
| Чоловіки | 192     | 40                 | 132              | 20                   |
| Жінки    | 193     | 30                 | 102              | 61                   |
| Разом    | 385     | 70                 | 234              | 81                   |